# José Marcial Dorado
José Marcial Dorado (Cádiz, 1872 - Cuba, 1941) fue un político hispano-cubano.

## Biografía
Nació en Cádiz el 25 de abril de 1872, en el seno de una familia acomodada. Realizó estudios en la Universidad Central de Madrid graduándose como doctor en Filosofía, con la tesis “La mística en el siglo XVI”, y licenciado en Derecho. Se dedicó al periodismo debido a sus ideas republicanas, mismas que publicó en varios diarios como La Juventud Demócrata, La Unión Republicana o El Aviso. A comienzos del siglo XX ya era uno de los principales dirigentes del republicanismo en Sevilla.
En 1903 asistió al acto fundacional de Unión Republicana en Madrid, partido del que sería militante. Colaborador y persona cercana a José Montes Sierra, llegaría a ejercer como secretario de Unión Republicana así como secretario y vocal de la junta directiva del Centro Republicano de Sevilla. En 1908 fundó el diario republicano La Libertad, del cual llegaría a ser su director. Por esta época también comenzó su amistad con el republicano Diego Martínez Barrio.
En 1917 gracias a su hermana Carolina, fue nombrado Secretario de la Agencia de la Sociedad Bíblica Americana en las Antillas, trabajando así como  representante de las sociedades Bíblicas en Cuba y las Antillas, destacándose como un extraordinario orador.  Por muchos años fue Impartió clases en el Seminario presbiteriano, presidió la Asociación de Ministros y Obreros Evangélicos en la Habana y dirigió El Heraldo Cristiano de la iglesia presbiteriana en Cuba.
En 1931 regresó a España, presentándose por las listas de la Conjunción Republicano-Socialista y saliendo elegido como diputado de las Cortes por Sevilla en la Segunda República. Posteriormente ingresaría en el Partido Republicano Radical (PRR). En esta época fue también un destacado miembro de la masonería.
En 1932 debió regresar a Cuba por asuntos personales, país donde permanecería hasta su fallecimiento en febrero de 1941.

## Obras
- La mística en el siglo XVI
- La cruz de Coralito
- Tradiciones Sevilllanas